# Маньюмирин
Маньюмирин (порт. Manhumirim) — муниципалитет в Бразилии, входит в штат Минас-Жерайс. Составная часть мезорегиона Зона-да-Мата. Входит в экономико-статистический микрорегион Маньюасу. Население составляет 22 047 человек на 2006 год. Занимает площадь 183,588 км². Плотность населения — 120,1 чел./км².
Праздник города — 16 марта.

## История
Город основан 16 марта 1924 года. 

## Статистика
- Валовой внутренний продукт на 2003 год составляет 63 754 684,00 реалов (данные: Бразильский институт географии и статистики).
- Валовой внутренний продукт на душу населения на 2003 год составляет 3018,69 реалов (данные: Бразильский институт географии и статистики).
- Индекс развития человеческого потенциала на 2000 год составляет 0,732 (данные: Программа развития ООН).

## География
Климат местности: горный тропический.